# Secretaria de Estado de Fazenda (Rio de Janeiro)
A Secretaria de Estado de Fazenda (SEFAZ) é uma das secretarias do Governo do Estado do Rio de Janeiro. É o órgão responsável pela gestão financeira do Estado e pela arrecadação dos tributos de sua competência. Sua missão é prover e gerir os recursos públicos que viabilizam a gestão do Governo, com transparência, isenção e tempestividade, prestando contas e disponibilizando com agilidade as informações necessárias para o contínuo aperfeiçoamento do controle fiscal e social do Estado.
A visão da secretaria é de ser um órgão onde haja orgulho de se trabalhar pela busca da excelência no desenvolvimento e na implantação da política fiscal do estado, aí incluído o seu aspecto tributário, e contribuindo para a expansão do investimento e da atividade econômica no Estado, o aperfeiçoamento dos serviços públicos e o aumento da qualidade de vida da população. Os valores da SEFAZ são: a excelência; a motivação; a ética; a equidade; a sustentabilidade; a independência; e a transparência.

## Execução orçamentaria ano a ano[2]

### Despesas
| Destino                | 2008 (R$ bilhões) | 2008 (%) | 2007 (R$ bilhões) | 2007 (%) | 2001 (R$ bilhões) | 2001 (%) |
| ---------------------- | ----------------- | -------- | ----------------- | -------- | ----------------- | -------- |
| Pessoal e Encargos     | 17,0              | 41,56%   | 15,5              | 43,46%   | 7,8               | 43,33%   |
| Juros da Dívida        | 2,5               | 6,11%    | 2,3               | 6,44%    | 1,2               | 6,67%    |
| Transferências         | 10,6              | 25,92%   | 9,3               | 25,98%   | 4,7               | 26,00%   |
| Custeio                | 7,9               | 19,32%   | 6,2               | 17,36%   | 2,02              | 11,22%   |
| Investimentos          | 1,8               | 4,40%    | 1,4               | 3,99%    | 1,8               | 10,00%   |
| Inversões Financeiras  | 0,1               | 0,24%    | 0,1               | 0,19%    | 0,1               | 0,33%    |
| Amortizações da Dívida | 0,9               | 2,20%    | 0,8               | 2,35%    | 0,4               | 2,22%    |
| Despesa Total          | 40,9              | -        | 35,7              | -        | 18,0              | -        |